# Torta salata
In cucina, con il termine di torta salata si intende una preparazione che ha la forma di una "torta" (quindi generalmente tonda o quadrata), ma con un gusto non dolce. Si prepara principalmente con uova, burro e farina a cui si aggiungono ingredienti a scelta e che in seguito si cucina al forno.

## Storia
Le torte salate vengono tutt'oggi considerate come derivanti dal periodo medioevale dato che in questo periodo il preparato a base di pasta indicato in latino come pasticium romano iniziò a trasformarsi in "torte" di pasta ripiena per lo più di verdure.
Durante gli anni le ricette si sono evolute e modificate anche grazie al miscuglio delle cucine popolari e alle differenze geografiche.

## Descrizione
Viene comunemente consumata come piatto unico oppure come antipasto o in buffet, come pure nei pranzi o cene di tutti i giorni, o all'aperto durante i picnic o gite. Viene sfruttata anche quando  si ha poco tempo per cucinare.
Le varianti sono innumerevoli. Andando ad esempio ad aggiungere ingredienti a base di carne, pesce o vegetali, possono divenire maggiormente complesse o facili e veloci. 
Nella gastronomia vengono chiamate comunemente torte salate anche alcune tipologie come ad esempio quelle che utilizzano l'impasto con la pasta sfoglia, la pasta frolla oppure quello con la pasta brisé; a volte anche dalla classica pasta per la pizza.
Tra le più famose la torta pasqualina ligure, l'erbazzone emiliano, il casatiello napoletano, o il gattò di patate.